# Agylla pseudobisecta
Agylla pseudobisecta là một loài bướm đêm thuộc phân họ Arctiinae, họ Erebidae.